# Oceánský pohár národů 1973
Oceánský pohár národů 1973 bylo první mistrovství pořádané fotbalovou asociací OFC. Vítězem se stala Novozélandská fotbalová reprezentace.

## Tabulka
| Poř. | Tým            | Z | V | R | P | VG | OG | B |
| ---- | -------------- | - | - | - | - | -- | -- | - |
| 1.   | Nový Zéland    | 4 | 3 | 1 | 0 | 11 | 4  | 7 |
| 2.   | Tahiti         | 4 | 2 | 2 | 0 | 7  | 2  | 6 |
| 3.   | Nová Kaledonie | 4 | 2 | 0 | 2 | 8  | 5  | 4 |
| 4.   | Nové Hebridy   | 4 | 1 | 1 | 2 | 4  | 8  | 3 |
| 5.   | Fidži          | 4 | 0 | 0 | 4 | 2  | 13 | 0 |

## Zápasy
| 17. února 1973 |     |                |                       |
| Tahiti         | 2:1 | Nová Kaledonie | Auckland, Nový Zéland |
|                |     |                | Auckland, Nový Zéland |

| 17. února 1973 |     |       |                       |
| Nový Zéland    | 5:1 | Fidži | Auckland, Nový Zéland |
|                |     |       | Auckland, Nový Zéland |

| 18. února 1973 |     |              |                       |
| Nová Kaledonie | 4:1 | Nové Hebridy | Auckland, Nový Zéland |
|                |     |              | Auckland, Nový Zéland |

| 18. února 1973 |     |        |                       |
| Nový Zéland    | 1:1 | Tahiti | Auckland, Nový Zéland |
|                |     |        | Auckland, Nový Zéland |

| 20. února 1973 |     |       |                       |
| Nová Kaledonie | 2:0 | Fidži | Auckland, Nový Zéland |
|                |     |       | Auckland, Nový Zéland |

| 20. února 1973 |     |              |                       |
| Tahiti         | 0:0 | Nové Hebridy | Auckland, Nový Zéland |
|                |     |              | Auckland, Nový Zéland |

| 21. února 1973 |     |       |                       |
| Nové Hebridy   | 2:1 | Fidži | Auckland, Nový Zéland |
|                |     |       | Auckland, Nový Zéland |

| 21. února 1973 |     |                |                       |
| Nový Zéland    | 2:1 | Nová Kaledonie | Auckland, Nový Zéland |
|                |     |                | Auckland, Nový Zéland |

| 23. února 1973 |     |       |                       |
| Tahiti         | 4:0 | Fidži | Auckland, Nový Zéland |
|                |     |       | Auckland, Nový Zéland |

| 23. února 1973 |     |              |                       |
| Nový Zéland    | 3:1 | Nové Hebridy | Auckland, Nový Zéland |
|                |     |              | Auckland, Nový Zéland |

## O 3. místo
| 24. února 1973 |     |              |                       |
| Nová Kaledonie | 2:1 | Nové Hebridy | Auckland, Nový Zéland |
|                |     |              | Auckland, Nový Zéland |

## Finále
| 24. února 1973 |     |        |                       |
| Nový Zéland    | 2:0 | Tahiti | Auckland, Nový Zéland |
|                |     |        | Auckland, Nový Zéland |